# Argentinomyia octomaculata
Argentinomyia octomaculata är en tvåvingeart som först beskrevs av Günther Enderlein 1938.  Argentinomyia octomaculata ingår i släktet Argentinomyia och familjen blomflugor. Inga underarter finns listade i Catalogue of Life.